# بادرشبو
بادرشبو، بادَرشبی دارویی، بادرنجبویه، شاطرا مرزه (نام علمی: Dracocephalum moldavica) نام یک گیاه دارویی و گونه‌ای است از سردهٔ بادرنجبویه.
این گیاه بویی خوش و دلپذیر همچون بوی بادرنجبویه دارد.
آن را التیام‌بخش زخم می‌دانند و از عرق بادرشبو به عنوان تقویت‌کننده قلب و آرامبخش استفاده می‌شود.
آن را دارای خواص آرامش‌بخش، اشتهاآور و ضدنفخ نیز دانسته‌اند.
در ایران سه دارو از این گیاه تهیه شده‌است.

## ویژگی‌ها
گونه‌ای بادَرشبی به شکل علفی یک‌ساله با ساقه‌های راست به ارتفاع ۱۵ تا ۵۰ سانتی‌متر و منشعب از قاعده و با برگ‌های دُم‌برگ‌دار و مستطیلی ـ تخم‌مرغی یا مستطیلی ـ سرنیزه‌ای در حاشیه با دندانه‌های گرد و به طول ۱/۵ تا ۳ سانتی‌متر و به عرض ۰/۷ تا ۱/۸ سانتی‌متر و با گل سفید یا بنفش متمایل به آبی به طول ۲ تا ۲/۵ سانتی‌متر.

## پراکنش
به حالت وحشی و خودرو در بعضی از نواحی جنوبی اروپا، جزیره سیسیل، مولداوی و جنوب غربی آسیا مانند ایران.
در ایران:
شمال غربی ایران، آذربایجان، تبریز (به‌صورت پرورش یافته در باغچه‌ها)، ارومیه (مزرعه دیز سیامک)، یزدده بالا در نزدیکی یزد، مازندران در جنگلهای مرطوب.
ازتیره labiateaeیا lamiaceae اما بیشترین مصرف آن در ایران در خراسان دیده شده است که بعنوان سبزی خوردن استفاده میشود. بیرجند و طبس قطب کشت این گیاه در خراسان است

## نگارخانه

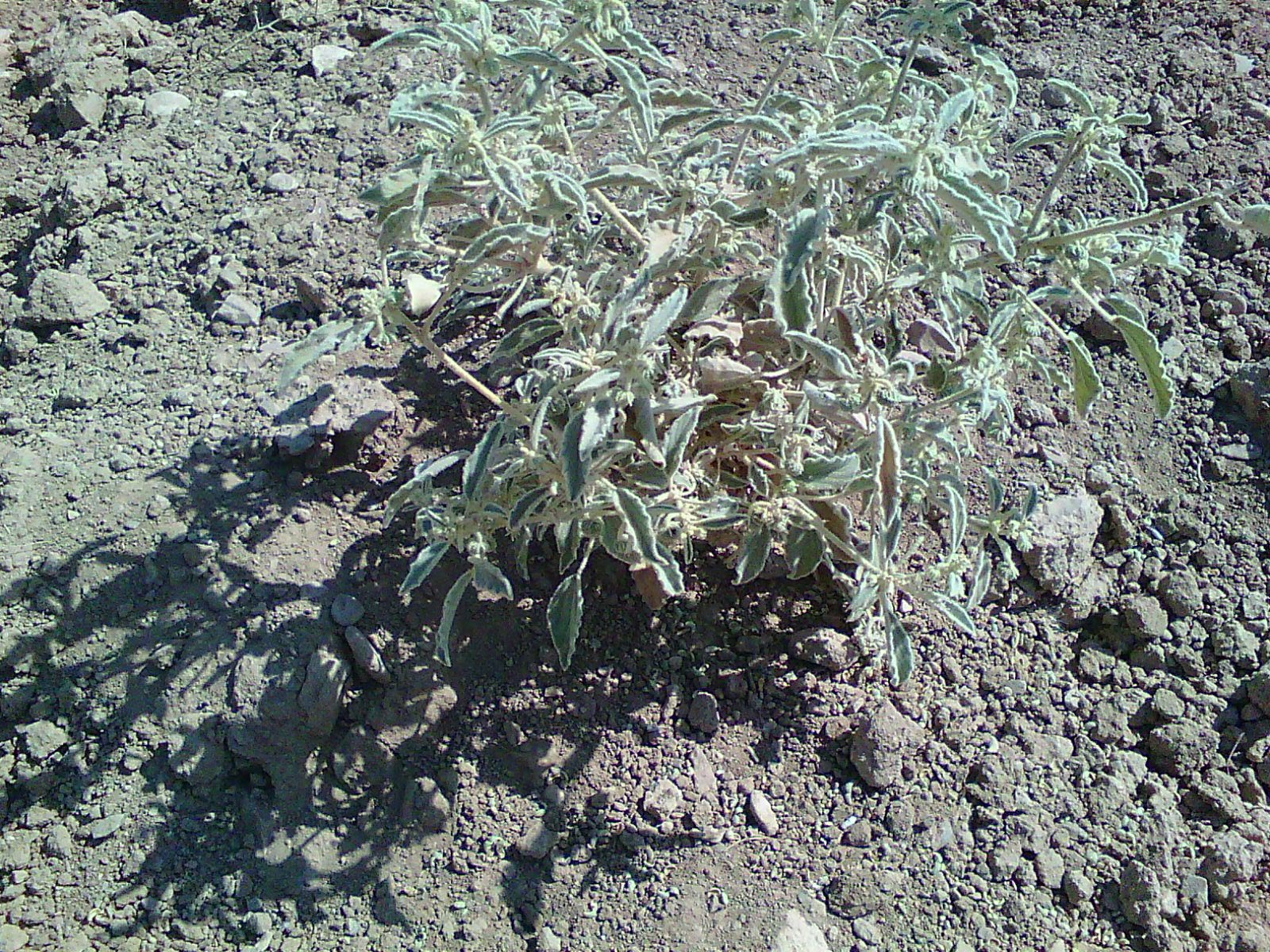
کوهستان خرقان